# Декодер. Игра гения
«Декодер. Игра гения» (кит. 解密) — китайский исторический драматический фильм 2024 года режиссера Чэнь Сыченя. В главных ролях Лю Хаожань, Джон Кьюсак, Чэнь Даомин и Дэниэл У. Фильм основан на одноимённом романе Май Цзя.

## Сюжет
Действие фильма происходит в охваченных войной 1940-х годах. В нём рассказывается о гениальном математике-аутисте Жун Цзиньчжэне, чье прошлое окутано мифами. Он вынужден отказаться от своих академических занятий, чтобы стать дешифровальщиком для секретного шпионского агентства.

## В ролях
- Лю Хаожань — Жун Цзиньчжэнь[4]
- Джон Кьюсак — Лисеевич[4]
- Чэнь Даомин — директор Чэн, начальник бюро 701[4]
- Дэниел Ву — канцлер университета Жуна[1]
- Чжу Чжу — жена Лисеевича
- Пань Юэмин — профессор Цянь.

## Производство
Подготовка к производству фильма началась в 2018 году, а Чэнь Сычэн руководил проектом. Фильм основан на одноименном романе Май Цзя и является первым проектом Чэня, адаптированным из литературного произведения. Чэнь отметил, что он давно хотел снять фильм о математике и криптографии и планировал сделать фильм сериалом. Проекту дали зеленый свет в июле 2023 года, а Кристофер МакБрайд был объявлен сценаристомЛю Хаожань присоединился к актерскому составу в сентябре 2023 года, за которым последовали слухи о том, что в октябре в главных ролях будут Тони Люн Чиу-вай и Тан Вэй, хотя оба они опровергли эти сообщения. Основные съёмки длились 98 дней и завершились 25 января 2024 года.Фильм был представлен на Международном кинорынке и телевидении в Гонконге в марте.

## Выход
Премьера фильма состоялась 16 июня 2024 года на Weibo Movie Night, а в кинотеатрах Китая уже 3 августа того же года.

## Восприятие
Карлос Агилар из Variety назвал «Декодер» «китайским ответом» Кристоферу Нолану и его фильму «Оппенгеймер» (2023), но раскритиковал его за то, что он предлагает приукрашенное и чрезмерно патриотичное повествование, в котором «без критики изображается политика и военная тактика Китая», и в то же время демонстрирует «явное желание привлечь американскую аудиторию». Тай Ек Кик из 8days  также сравнил фильм с «Оппенгеймером» в своей рецензии на 3/5 звезд, описав его как смесь «Игр разума» (2001) и «Игры в имитацию» (2014), но негативно отметил «слишком амбициозный, чрезмерно затянутый сценарий» с запутанными сюжетными линиями, которые пытаются объединить националистические темы с отсылками к западной культуре, в то же время высоко оценивая человеческие моменты фильма и игру Лю Хаожаня. 